# Parafia św. Jadwigi w Ostroszowicach

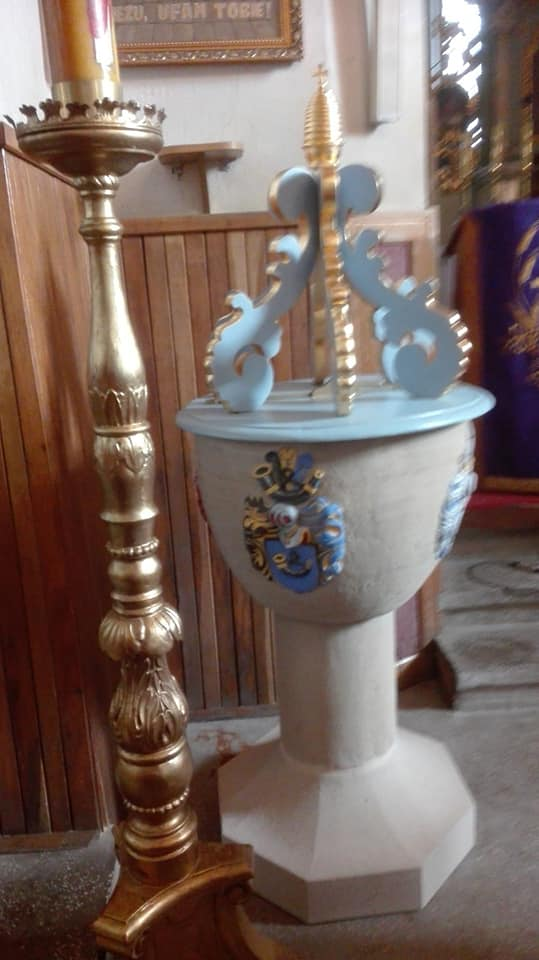
Zabytkowa chrzcielnica

Parafia św. Jadwigi w Ostroszowicach – parafia rzymskokatolicka w dekanacie bielawskim w diecezji świdnickiej. Została erygowana w XVI w. 

## Historia
Kościół parafialny pw. św. Jadwigi został wzniesiony w latach 1592–1600. Jest to późnogotycka, jednonawowa budowla, z węższym, trójbocznie zamkniętym, oskarpowanym prezbiterium. Kościół nie ma wieży, tylko z kalenicy dachu wznosi się ośmioboczna sygnaturka. Wnętrze nakrywa drewniany strop. Kościół był rozbudowany w 1894 r., restaurowany w 196 0r. Najstarszym elementem wyposażenia jest gotycka rzeźba św. Augustyna z pocz. XVI w. Z czasów budowy świątyni pochodzi renesansowa, piaskowcowa chrzcielnica (koniec XVI w.). 
Barokowe ołtarze (główny – patronki kościoła i boczny – Matki Boskiej) wykonano w 2. poł. XVIII w. Obok kościoła stoi XIX-wieczna plebania (przebudowana ze starszej). Drugi kościół (pomocniczy, pod wezwaniem św. Józefa Oblata) to dawna świątynia protestancka. Znajduje się w nim XVIII-wieczny, barokowy obraz św. Józefa.
Do parafii należą:
- kościół parafialny pw. św. Jadwigi w Ostroszowicach;
- kościół pomocniczy pw. św. Józefa Oblubieńca NMP w Ostroszowicach (dawna kaplica ewangelicka)[2]
- kościół filialny pw. św. Maksymiliana Marii Kolbego w Grodziszczu;
- kaplica mszalna pw. św. Józefa w Jodłowniku.

## Proboszczowie
- ks. kan. prof. Izydor Richter (1946–1956)[1]
- ks. Józef Grzyb (1956–1968)[1]
- ks. kan. Józef Mazur (1968–1993)[1]
- ks. kan. Michał Jaremko (1993–2019)[1]
- ks. Paweł Kuriata (2019–2023)[1]
- ks. Mariusz Kubik (2023–2024 administrator, od 2024 proboszcz)[3]